# Ella gård

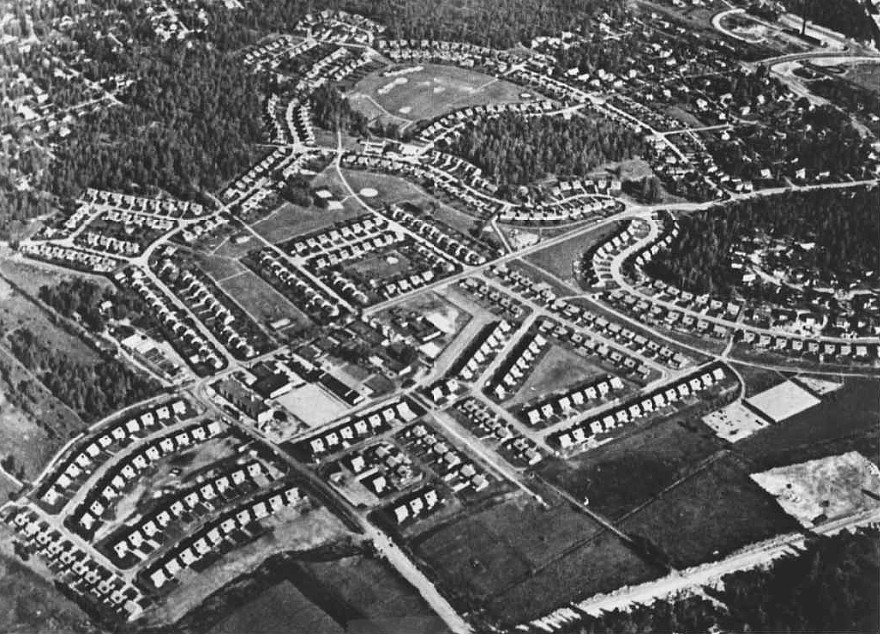
Ella gårds grupphusbebyggelse 1968.

Ella gård är en kommundel i södra delen av Täby kommun i Stockholms län. Området har blivit känt för sin stora, enhetliga grupphusbebyggelse kallad Ellagård som består av omkring 500 kedjehus vilka utgör en god representant för efterkrigstidens folkhemsarkitektur.

## Gården Ella

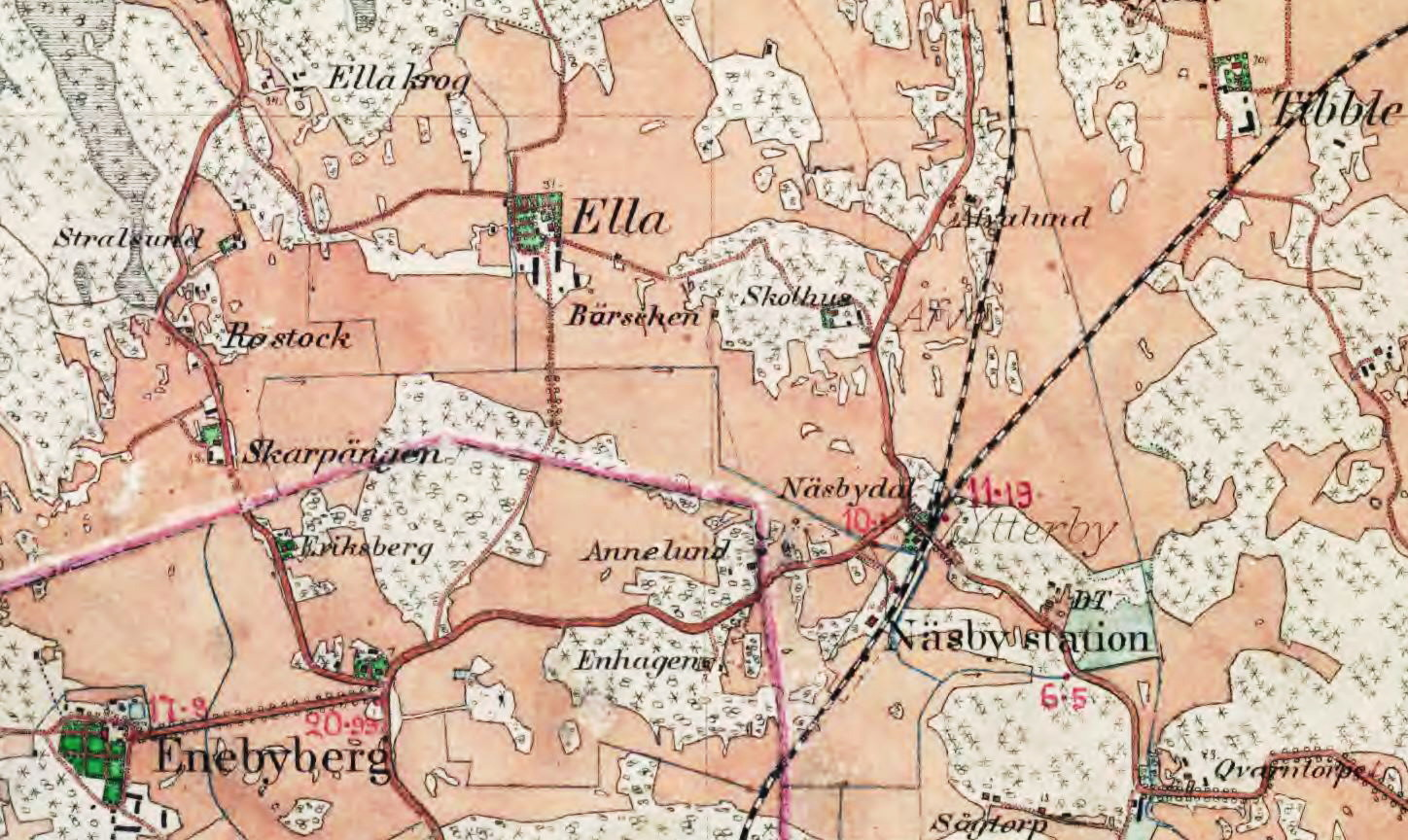
Ella och Enebyberg omkring år 1900.

Ella omnämns i skrift redan 1354 då det talas om en Petro i Eldho och 1480 omnämns Olaff bondhe i eldho. På 1800-talet var Ella en av Täby sockens större gårdar och lydde under Näsby fideikommiss när den grevliga ätten Cronhielm af Flosta var ägare. 1938 omfattade Ella gårds mark 94 hektar, varav 60 hektar var åkermark och resten skog. Mangårdsbyggnaden byggdes 1907 och var formgiven i nationalromantisk stil. Västra flygeln var dock betydligt äldre och härrörde från 1700-talet. Nya ekonomibyggnader uppfördes i början av 1900-talet. Ägaren var 1938 bonden A.J.J. Johansson (född 1882) med familj.
De områdena som idag kallas Ella gård, Ella park och Skarpäng ingick i gårdens arealer. Jordbruk bedrevs fram till 1954. Året efter började rivningen av gårdens byggnader för att ge plats åt småhusområdet Ellagård. Gårdens huvudbyggnad stod kvar till 1962 och nyttjades de sista åren som skola. På samma plats ligger nu Ellagårdsskolan. Vägnamnen Ellagårdsvägen och Ladugårdsvägen påminner fortfarande om den gamla egendomen.

## Ella gårds småhusbebyggelse

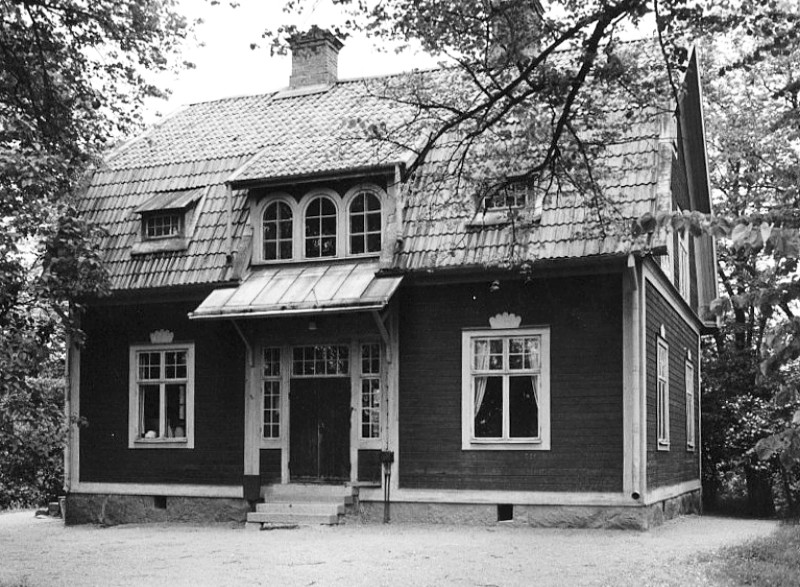
Ella gårds huvudbyggnad revs 1962.

Kommundelen Ella gård består mestadels av villor, kedje- och parhus och gränsar till stadsdelarna Skarpäng, Ella park, Ensta och Tibble samt till Enebyberg i Danderyds kommun. Den södra delen av Ella gård utgörs av arbetsplatsområdet Enhagen.
På Ellas gamla jordbruksmark uppfördes mellan 1955 och 1970 omkring 500 kedjehus. Det stora projektet delades upp i tre etapper. Stadsplanen upprättades av Bengt Gate och var ett uttryck för grannskapsidealen. Byggmästaren var John Mattson som med det nya området ville återskapa den gamla svenska stugan i form av en modern familjebostad. Ellagård blev samtidigt hans första storbygge och skulle bli mönsterbildande. Bebyggelsen placerades i oregelbundna grupper längs slingrande vägar och avbröts genom lek- och parkområden. Områdets byggnader ritades av arkitekterna Carl Erik Fogelvik och Bertil Falck, båda medgrundarna av arkitektkontoret FFNS.
Tanken var att kunna erbjuda ett lågkostnadsalternativ till villaboende med grupper av hus i orörd natur. De boende skulle också ha stor förmåga att själva påverka sin bostad. Husen är prefabricerade träbyggnader med stommar från Skandiahus. Samtliga är uppförda på betongplatta, vilket också var nyskapande. Utan källare kom man dessutom billigare undan. Fasaderna utfördes dock traditionellt med målat locklist panel och taken täcktes av taktegel. Husen producerades med löpande bandprincipen. Stommen med tak restes på sjutton timmar och tillverkningstakten blev två till tre hus per vecka.
Priset för de första husen var 76 000 kr. Ellagård blev det första området i Stockholm med denna typ av gruppbebyggelse. John Mattsson höll Ellagård som ett av sina favoritområden, som han många gånger framhöll som ett bra exempel på hur man integrerar ett nytt område i dess närmiljö. År 1958 bildades ett byalag. På dess initiativ byggdes 1961 "Giggen", som blev föreningens samlingslokal (idag förskola) och 1963 anlades två tennisbanor på Ellavallen. En ny tennishall kom på plats 2013. För att bevara områdets enhetliga karaktär finns idag restriktioner beträffande tillbyggnader, färgsättning och takbeläggning. Den ursprungliga färgsättningen var mustigt rött, gult och grönt och skall bevaras. De äldsta husen är grönmålade.

## Nutida bilder

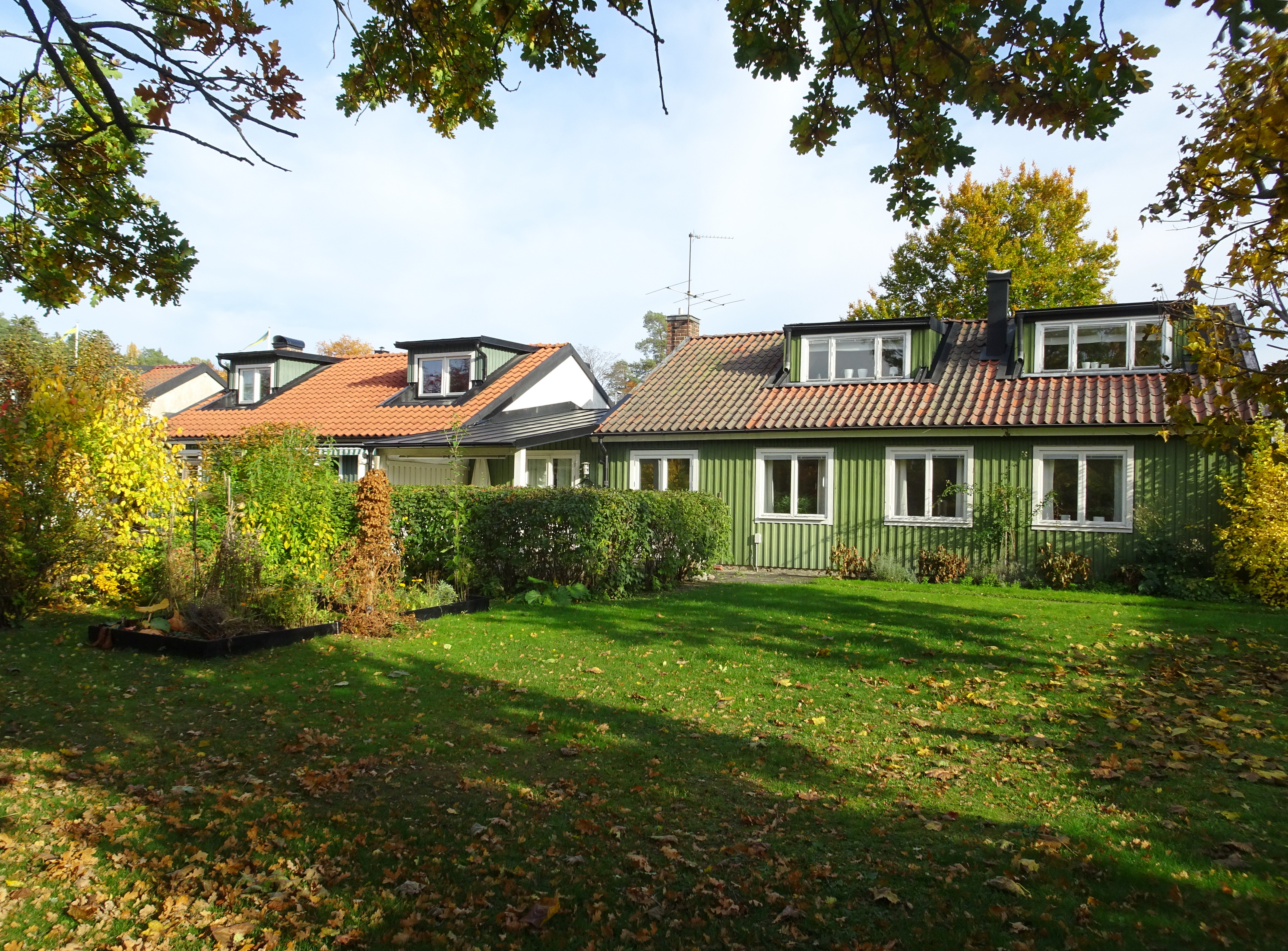
De äldsta husen vid Polovägen.
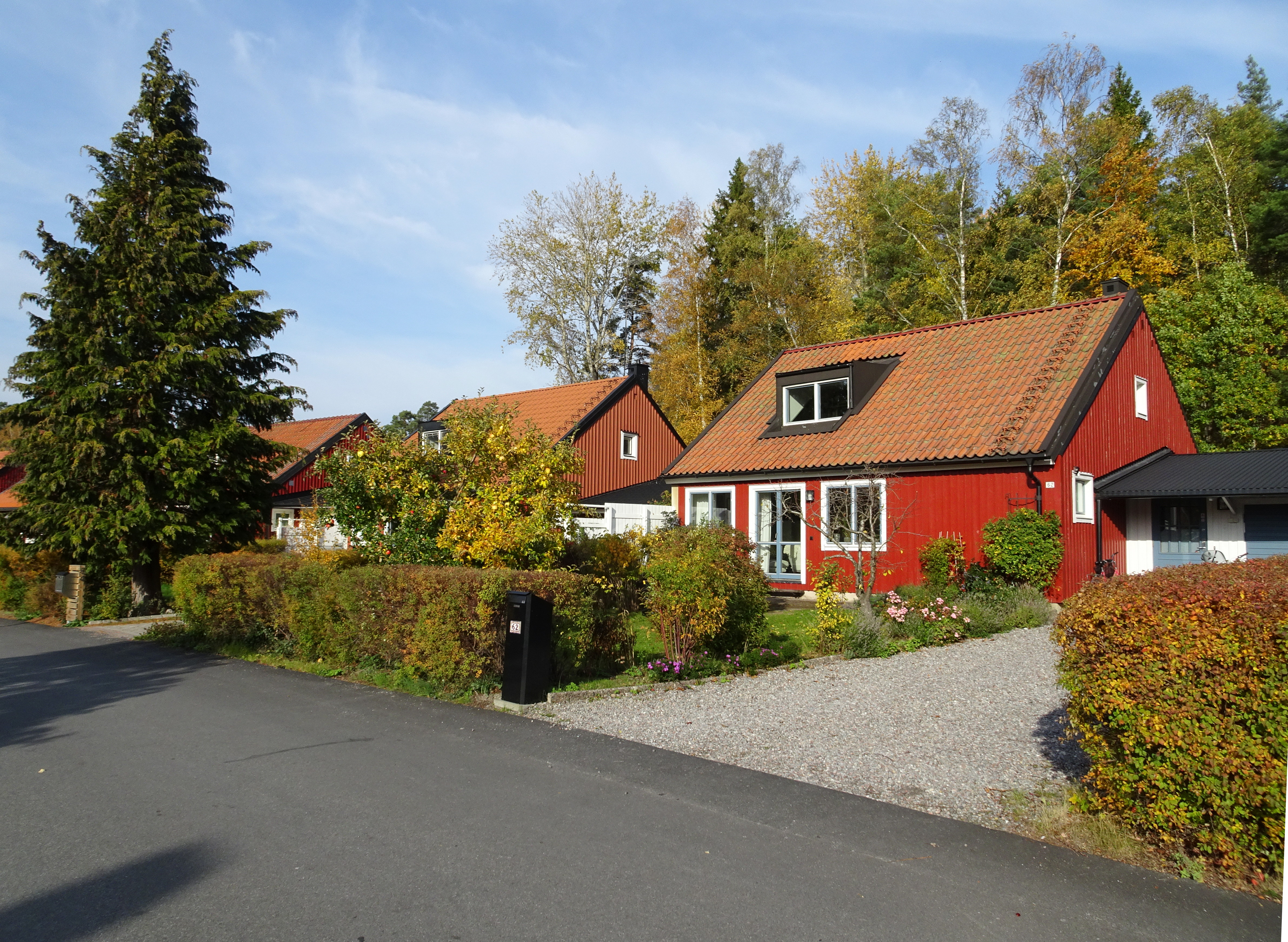
Röda kedjehus vid Skiftesvägen.
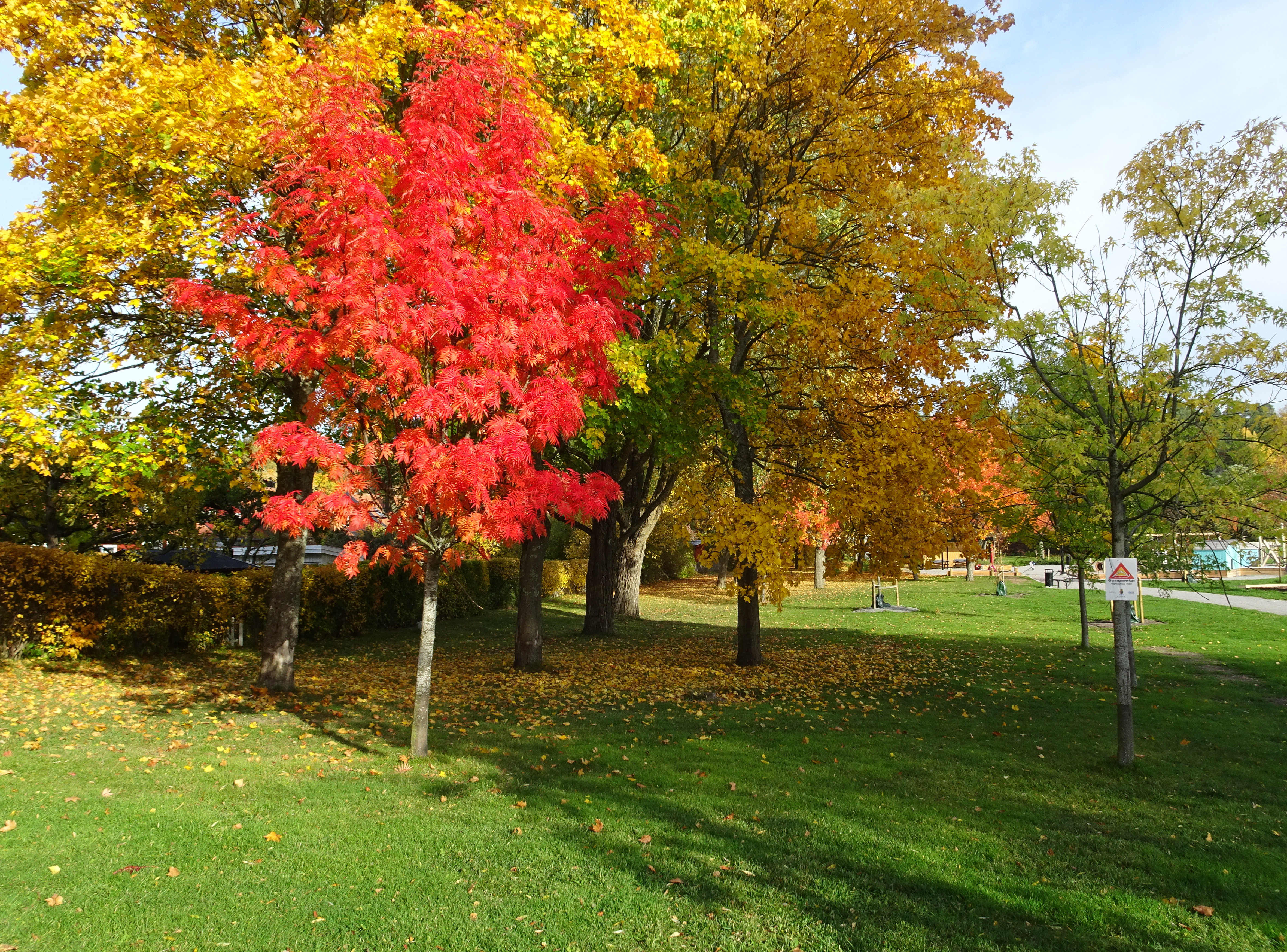
Ellavallen ligger mitt i området.
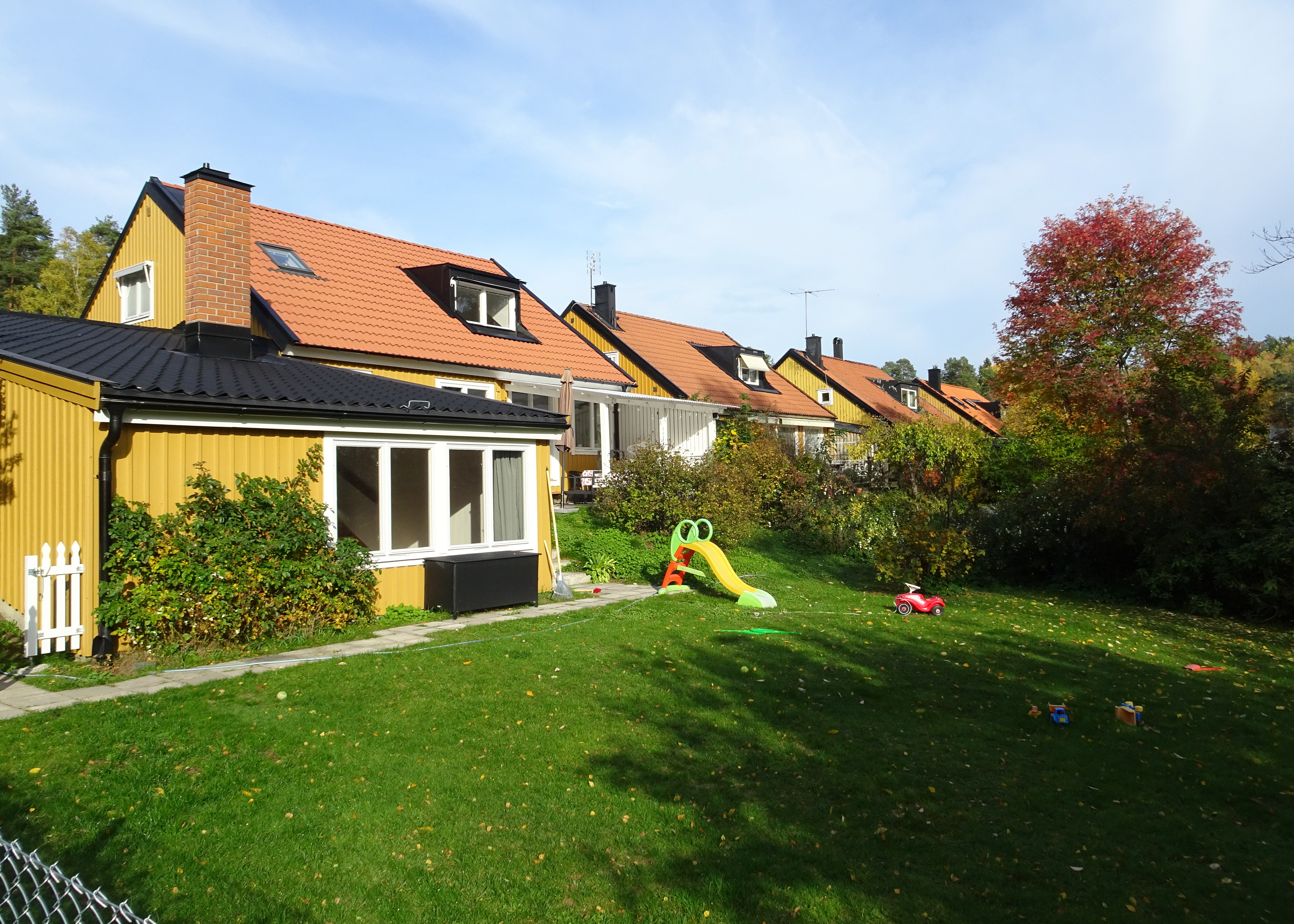
Hörnet Åvavägen / Lievägen.
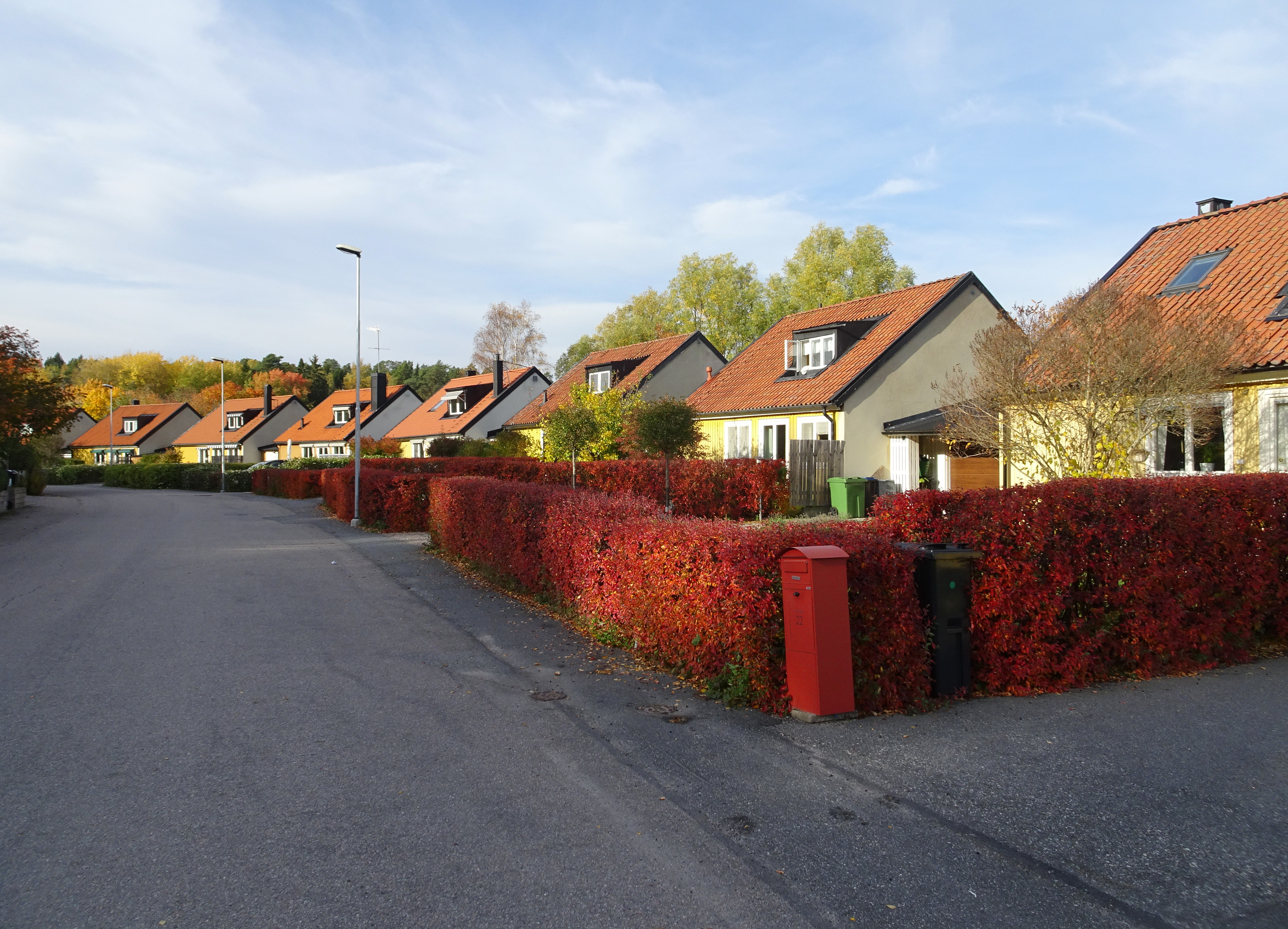
Gula kedjehus vid Polovägen.